# Mäusemilch
Als Mäusemilch wird die von Mäusen gewonnene Milch bezeichnet. Sie wird ausschließlich zu Versuchszwecken gewonnen. Forschern gelang es z. B., einen Malariaimpfstoff aus Mäusemilch zu gewinnen.
Die Gewinnung von Mäusemilch ist sehr mühevoll. Für einen Liter müssen etwa zwischen 4000 und 4500 Mäuse gemolken werden. Gemolken wird mittels einer Pipette, die einzelne Prozedur dauert ca. eine halbe Stunde bei einer Menge von 0,25 ml. Ein Liter Mäusemilch hat einen Wert von rund 20.000 Euro. Zur maschinellen Unterstützung des Melkvorganges wurde an der Universität Ulm 1981 eine Mäusemelkmaschine erfunden.
Im Volksmund existiert die Redewendung „das ist zum Mäusemelken“.